# Youri Egorov
Youri Aleksandrovitsj Egorov (Russisch: Юрий Александрович Егоров, Joeri Aleksandrovitsj Jegorov) (Kazan, 28 mei 1954 – Amsterdam, 16 april 1988) was een Nederlands-Russische klassieke pianist.

## Biografie
Youri Egorov werd op 28 mei 1954 in Kazan in de Sovjet-Unie geboren. Van zijn zesde tot zijn zeventiende studeerde hij muziek aan het Conservatorium van Kazan, waar hij les kreeg van Irina Dubinina, een oud-leerling van Yakov Zak.
Op zijn zeventiende behaalde hij in 1971 in Parijs de vierde prijs op het internationale Marguerite Long-Jacques Thibaud-concours. Vervolgens studeerde hij zes jaar bij Yakov Zak zelf aan het Conservatorium van Moskou. In 1974 won Egorov de zilveren medaille bij het Internationaal Tsjaikovski-concours in Moskou. In 1975 kreeg hij de derde prijs bij de Koningin Elisabethwedstrijd in België. Vlak voor een concert in Italië in 1976 vroeg hij politiek asiel aan en kwam uiteindelijk naar Nederland. Hij gaf de gebeurtenissen weer in een dagboek dat als bron diende voor publicaties en in 2020 compleet werd uitgegeven.
Door de jury werd hij in 1977 niet tot de finale van de Van Cliburn International Piano Competition toegelaten. Zowel pers als publiek waren het niet met de gang van zaken eens en maakten een debuut in Carnegie Hall in New York mogelijk. Op 23 januari 1978 gaf Egorov zijn recitaldebuut in de Alice Tully Hall Lincoln Center. Op 16 december 1978 speelde hij in Carnegie Hall. Dit recital werd live opgenomen.
Egorov werd genoemd in het boek Great Contemporary Pianists Speak for Themselves, samengesteld door Elyse Mach. Hij sprak vrijuit over onderwerpen als oefenen, plankenkoorts, artistieke beperkingen in Rusland en zijn homoseksualiteit.
De pianisten Glenn Gould, Vladimir Horowitz, Dinu Lipatti, Arturo Benedetti Michelangeli, en Svjatoslav Richter hadden grote invloed op hem.
Egorov trad op met vooraanstaande orkesten en werd geprogrammeerd in de belangrijkste recital-series. Hij nam deel aan belangrijke festivals en gaf concerten op de toonaangevende podia ter wereld.
Op 16 april 1988 kreeg de door de gevolgen van aids verzwakte Egorov thuis aan de Amsterdamse Keizersgracht euthanasie. Het is gebruik onder Russische musici dat zij aan het sterfbed van hun opgebaarde collega's musiceren. Bij de overleden Egorov speelden achtereenvolgens de pianiste Elisabeth Leonskaja en de cellist Dmitri Ferschtman.
Egorov werd gecremeerd. Zijn urn staat op de begraafplaats Westerveld in Driehuis. Jan Brouwer, zijn levenspartner, overleed kort na Egorov en volgde hem op 25 augustus van hetzelfde jaar. Vrienden richtten in 1988 vervolgens de Stichting Youri Egorov op met als oorspronkelijk doel de hoogtepunten uit diens rijke muzikale loopbaan op cd vast te leggen. Naderhand stelde men zich ook ten doel de contacten tussen jonge musici uit Oost- en West-Europa te bevorderen. De stichting organiseerde enkele concerten. Eind 2005 werden de activiteiten van deze stichting overgenomen door de Young Pianist Foundation.

## Discografie

#### Opnamen
| Jaar | Componist     | Werk | Opgenomen in                               | Te beluisteren op                      |
| ---- | ------------- | --- | ------------------------------------------ | -------------------------------------- |
| 1974 | Tsjaikovski   | De Seizoenen (1875-1876) Opus 37b | VARA Studio 1, Hilversum                   |                                        |
| 1974 | Tsjaikovski   | Concert voor piano no. 3 in Es groot Opus 75, Radio Filharmonisch Orkest, dirigent Roberto Benzi | Concertgebouw Grote Zaal, Amsterdam        | ET'CETERA KTC 1469                     |
| 1975 | Maes          | Concert voor piano, BRT Symfonie Orkest, dirigent Irwin Hoffman | Koningin Elisabethwedstrijd, BOZAR Brussel | Deutsche Grammophon 2530 602           |
| 1976 | Bach          | Italiaans Concert in F groot BWV 971 | Concertgebouw Kleine Zaal, Amsterdam       |                                        |
| 1976 | Bach          | Das wohltemperierte Klavier Band 1: no. 13 in Fis groot BWV 858 Das wohltemperierte Klavier Band 1: no. 24 in b klein BWV 869 |                                            | CD Astoria Stereo DP 87001             |
| 1976 | Chopin        | Etude in E groot Opus 10 no. 3 'Tristesse' Etude in cis klein Opus 10 no. 4 ‘Torrent’’ Scherzo no. 2 in bes klein Opus 31 | Concertgebouw Grote Zaal, Amsterdam        |                                        |
| 1976 | Saint-Saëns   | Concert voor piano no. 2 in g klein Opus 22 (1868), Radio Filharmonisch Orkest, dirigent Guido Ajmone-Marsan | Concertgebouw Grote Zaal, Amsterdam        |                                        |
| 1976 | Scarlatti     | Sonate voor klavecimbel in G groot K 125 Sonate voor klavecimbel in d klein K 32 Sonate voor klavecimbel in A groot K 322 Sonate voor klavecimbel in E groot K 380 Sonate voor klavecimbel in F groot K 518 Sonate voor klavecimbel in b klein K 87 | Concertgebouw Grote Zaal, Amsterdam        |                                        |
| 1977 | Brahms        | Pianokwintet in f klein Opus 34, Orlando Kwartet | Concertgebouw Kleine Zaal, Amsterdam       | ET'CETERA KTC 1469                     |
| 1977 | Misc.         | 1977 Van Cliburn International Piano Competition | Ed Landreth Hall, Fort Worth               | DHR WH003 (2CD). Limited Edition.      |
| 1978 | Beethoven     | Pianoconcert no. 3 in c klein, Opus 37, Amsterdams Philharmonisch Orkest, dirigent Hans Vonk | Concertgebouw Grote Zaal, Amsterdam        | ET'CETERA KTC 1469                     |
| 1978 | Bach          | Chromatische fantasie en fuga in d klein BWV 903 | Carnegie Hall, New York                    | EMI Classics 50999 2 06531 2 5         |
| 1978 | Beethoven     | Fantasie in c klein voor piano, koor en orkest Opus 80 'Koorfantasie’, Radio Filharmonisch Orkest, dirigent Willem van Otterloo | Concertgebouw Grote Zaal, Amsterdam        | ET'CETERA KTC 1469                     |
| 1978 | Chopin        | Etude in E groot Opus 10 no. 3 'Tristesse' Etude in Ges groot Opus 10 no. 5 ’Black Keys’ Fantasie in f klein Opus 49 | Carnegie Hall, New York                    | EMI Classics 50999 2 06531 2 5         |
| 1978 | Liszt         | Grandes Etudes de Paganini ‘La Campanella’ S 141 | Tv-studio Baden-Baden                      | ET'CETERA KTC 1469                     |
| 1978 | Mozart        | Fantasie no. 4 in c klein KV 475 | Carnegie Hall, New York                    | EMI Classics 50999 2 06531 2 5         |
| 1978 | Rachmaninov   | Rhapsodie op een thema van Paganini in a klein voor piano en orkest Opus 43, Radio Filharmonisch Orkest, dirigent Willem van Otterloo | Concertgebouw Grote Zaal, Amsterdam        | ET'CETERA KTC 1469                     |
| 1978 | Schumann      | Kreisleriana Opus 16 Novellettes Opus 21 no. 1 & 8 | Concertgebouw Kleine Zaal, Amsterdam       | EMI Classics 50999 2 06531 2 5         |
| 1979 | Chopin        | Etudes Opus 10 & 25 | New York                                   | ET’CETERA KTC 1469                     |
| 1979 | Tsjaikovski   | Pianoconcert no. 1 in bes klein Opus 23, Concertgebouworkest, dirigent Antal Doráti | RAI, Amsterdam                             |                                        |
| 1979 | Schumann      | Fantasie in C groot Opus 17 | Nederland                                  | Globe GLO 6015                         |
| 1980 | Bach          | Partita no. 6 BWV 830 | Concertgebouw Grote Zaal, Amsterdam        | Legacy 2 Canal Grande CG 9214          |
| 1980 | Bartók        | Sonate voor piano (1926) BB 88 | Concertgebouw Grote Zaal, Amsterdam        | Legacy 2 Canal Grande CG 9214          |
| 1980 | Chopin        | Etudes Opus 10 | Concertgebouw Grote Zaal, Amsterdam        | Legacy 2 Canal Grande CG 9214          |
| 1981 | Bartók        | Sonate voor viool en piano Opus 21 no. 2 (1923) | Concertgebouw Kleine Zaal, Amsterdam       | ET’CETERA KTC 1469                     |
| 1981 | Brahms        | Sonate no. 3 voor piano en viool in d klein Opus 108 (1886/88) Emmy Verhey, viool | Concertgebouw Kleine Zaal, Amsterdam       | ET’CETERA KTC 1469                     |
| 1981 | Brahms        | Pianoconcert no. 1 in d klein Opus 15, Amsterdams Philharmonisch Orkest, dirigent Roelof van Driesten | Concertgebouw Grote Zaal, Amsterdam        | ET’CETERA KTC 1469                     |
| 1981 | Chopin        | Fantasie in f klein Opus 49 Nocturne in Des groot Opus 27 no. 2 Nocturne in e klein Opus posth. no. 1 Nocturne in Fis groot Opus 15 no. 2 Scherzo no. 2 in bes klein Opus 31                                                                        | Abbey Road Studios, Londen                 | EMI Classics 50999 2 06531 2 5         |
| 1981 | Haydn         | Sonate in c klein no. 33 Hoboken XVI/20 | Concertgebouw Grote Zaal, Amsterdam        | Legacy 4 Canal Grande CG 9216          |
| 1981 | Prokofjev     | Pianosonate no. 8 in Bes groot Opus 84 (1939-1944) | Concertgebouw Grote Zaal, Amsterdam        | Legacy 3 Canal Grande CG 9215          |
| 1981 | Schubert      | Sonate voor viool en piano in A groot DV 574 (1817), Emmy Verhey, viool Sonatine voor viool en piano no. 3 in g klein DV 408, Emmy Verhey, viool | Concertgebouw Kleine Zaal, Amsterdam       | ET’CETERA KTC 1469                     |
| 1981 | Schumann      | Papillons Opus 2 | Concertgebouw Kleine Zaal, Amsterdam       | EMI Classics 50999 2 06531 2 5         |
| 1982 | Beethoven     | Andante favori in F groot | Concertgebouw Grote Zaal, Amsterdam        | Legacy 4 Canal Grande CG 9216          |
| 1982 | Beethoven     | Pianoconcert no. 5 in Es groot Opus 73 'Keizersconcert', Philharmonia Orchestra, dirigent Wolfgang Sawallisch | Abbey Road Studios, Londen                 | EMI Classics 50999 2 06531 2 5         |
| 1982 | Chopin        | Pianoconcert no. 2 in f klein, Opus 21, Utrechts Symphonie Orkest, dirigent David Zinman | Concertgebouw Grote Zaal, Amsterdam        | ET’CETERA KTC 1469                     |
| 1982 | Chopin        | Ballade no. 1 in g klein Opus 23 | Abbey Road Studios, Londen                 | EMI Classics 50999 2 06531 2 5         |
| 1982 | Schumann      | Carnaval Opus 9 Toccata in C groot Opus 7 | EMI Records Ltd.                           | EMI Classics 50999 2 06531 2 5         |
| 1983 | Brahms        | Uit 6 Stukken voor piano, Intermezzo in a klein Opus 118 no. 1 Intermezzo in A groot Opus 118 no. 2 Intermezzo in f klein Opus 118 no. 4 | TROS                                       | Philips Essential Recordings 464 375-2 |
| 1983 | Debussy       | Estampes (1903) Images Serie I, no. 1 Reflets dans l'eau Préludes Boek 1 & 2 | Abbey Road Studios, Londen                 | EMI Classics 50999 2 06531 2 5         |
| 1983 | Sjostakovitsj | Sonate no. 2 Opus 64 (1942) | Concertgebouw Grote Zaal, Amsterdam        | Legacy 3 Canal Grande CG 9215          |
| 1983 | Schumann      | Arabeske in C major, Op. 18 Kreisleriana, Op. 16 | Concertgebouw Grote Zaal, Amsterdam        | DHR WH001 [Limited Edition]            |
| 1983 | Debussy       | Préludes - Book I | Concertgebouw Grote Zaal, Amsterdam        | DHR WH001 [Limited Edition]            |
| 1984 | Schubert      | Sonate in c klein DV 958 | Concertgebouw Grote Zaal, Amsterdam        | ET'CETERA KTC 1469 Philips 464 375-2   |
| 1985 | Mozart        | Pianoconcert no. 17 in G groot KV 453, Philharmonia Orchestra, dirigent Wolfgang Sawallisch | Abbey Road Studios, Londen                 | EMI Classics 50999 2 06531 2 5         |
| 1985 | Mozart        | Pianoconcert no. 20 in d klein KV 466, Philharmonia Orchestra, dirigent Wolfgang Sawallisch | Abbey Road Studios, Londen                 | EMI Classics 50999 2 06531 2 5         |
| 1985 | Schumann      | Arabeske in C groot Opus 18 Bunte Blätter Opus 99 | Abbey Road Studios, Londen                 | EMI Classics 50999 2 06531 2 5         |
| 1986 | Brahms        | Pianoconcert no. 2 in Bes groot Opus 83, Nationaal Jeugd Orkest, dirigent Adam Gatehouse | Concertgebouw Grote Zaal, Amsterdam        | ET’CETERA KTC 1469                     |
| 1986 | Babadjanjan   | Bilder für Piano (1965) | De IJsbreker, Amsterdam                    | Legacy 3 Canal Grande CG 9215          |
| 1987 | Beethoven     | Andante favori in F groot | VARA Studio 1, Hilversum                   | Legacy 4 Canal Grande CG 9216          |
| 1987 | Schubert      | Pianokwintet in A groot ‘Forellenkwintet’ D 667, Orlando Kwartet | Concertgebouw Kleine Zaal, Amsterdam       | ET'CETERA KTC 1469                     |
| 1987 | Ravel         | Miroirs | De IJsbreker, Amsterdam                    |                                        |
| 1987 | Schubert      | 6 Moments musicaux DV 780 | Concertgebouw Kleine Zaal, Amsterdam       | ET'CETERA KTC 1469 Philips 464 375-2   |
| 1988 | Brahms        | 6 Stukken voor piano Opus 118 | Privéopname                                | Website Youri Egorov Foundation        |

#### Hitnotering
| Album met eventuele hitnotering(en) in de Nederlandse Album Top 100 | Datum van verschijnen | Datum van binnenkomst | Hoogste positie | Aantal weken | Opmerkingen |
| ------------------------------------------------------------------- | --------------------- | --------------------- | --------------- | ------------ | ----------- |
| The master pianist                                                  | 2010                  | 09-10-2010            | 94              | 1            |             |

## Trivia

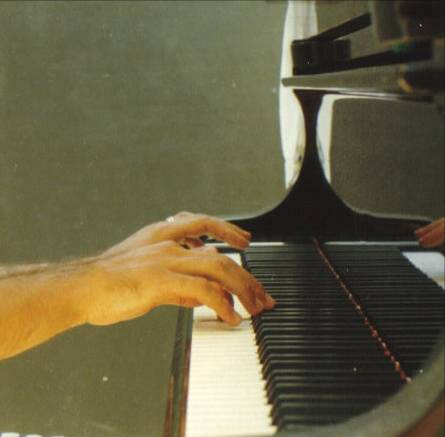
De handen van Youri Egorov

- Henne Stoel componeerde in 1987 De Gedachte (The Contemplation: Piano Concerto in 1 movement) en droeg dit werk aan Egorov op.
- Zijn spel werd wel vergeleken met dat van Dinu Lipatti. Toevallig gaven ze allebei hun laatste concert toen ze 33 waren. Beiden wisten dat ze met hun fatale ziekte nog enkele maanden te leven hadden.
- Postuum kreeg de cd Legacy 2: Yuri Egorov de "Perfect Five-Star Rating" van CD Review Magazine.
- Na zijn overlijden werden een straat in Almere en een tulp naar hem vernoemd. La Roque-d'Anthéron (Bouches du Rhône) heeft een Rue Youri Egorov.
- In 2008 schreef Jan Brokken de roman In het huis van de dichter over zijn  vriendschap met Egorov en diens levensverhaal gebaseerd op feiten, brieven en dagboekfragmenten.[6]
- Sinds 2010 wordt op het YPF Nationaal Pianoconcours de Youri Egorov Prijs uitgereikt. De eerste keer gebeurde dit door Jevgeni Kissin.